# Ditha tonkinensis
Espèce
Ditha tonkinensis est une espèce de pseudoscorpions de la famille des Tridenchthoniidae.

## Distribution
Cette espèce est endémique du Viêt Nam.

## Description
Le mâle holotype mesure 1,2 mm et la femelle paratype 1,5 mm.

## Étymologie
Son nom d'espèce, composé de tonkin et du suffixe latin -ensis, « qui vit dans, qui habite », lui a été donné en référence au lieu de sa découverte, le Tonkin.

## Publication originale
- Beier, 1951 : Die Pseudoscorpione Indochinas. Mémoires du Muséum National d'Histoire Naturelle, Paris, nouvelle série, vol. 1, p. 47-123 (texte intégral).